# Effet victime identifiable
 (décembre 2021).
L'effet victime identifiable est la tendance qui amène les individus à offrir une aide plus facilement à un tiers en difficulté, si celui-ci est identifiable, qu'ils ne le feraient à un groupe vaguement défini de même besoin.
Un tel biais cognitif est aussi observé quand les sujets administrent une punition plutôt qu'une récompense. La recherche a montré que les individus peuvent être plus susceptibles d'infliger une punition, même à leurs propres frais, quand ils punissent des individus spécifiques et identifiables ("auteurs").
Les images et représentations concrètes de la victime sont souvent des sources de persuasion bien plus puissantes que les statistiques abstraites.
Ainsi, après la mort de Ryan White tué par le VIH qu'il a contracté à l'âge de 13 ans avant d'y succomber environ six ans plus tard, le congrès américain a adopté le Ryan White Care Act, qui a financé le plus grand ensemble de services pour les personnes vivant avec le sida dans le pays. C'est aussi cet effet qu'évoque la phrase (généralement attribuée à Joseph Staline ) : « Une seule mort est une tragédie ; un million de morts est une statistique ».

## Origine
La conceptualisation de l'effet "victime identifiable" tel qu'aujourd'hui connu, est communément attribuée à l'économiste américain Thomas Schelling. Selon lui, nuire à une personne en particulier implique « de l'anxiété et des sentiments, de la culpabilité et de la crainte, de la responsabilité et de la religion, [mais]… la plupart de ces effets extraordinaires disparaissent quand nous avons affaire à de la mort statistique ».

## Explications
En 1997, Jenni et Loewenstein  proposent quatre explications de l'effet victime identifiable, décrites plus en détail dans les chapitres suivants : 
1. évaluation ex post versus ex ante,
2. Caractère vivant de la victime,
3. certitude versus incertitude,
4. proportion relative du groupe à risque pris en référence.

### Évaluationex postversusex ante
La décision de sauver une victime identifiable est généralement prise a posteriori, c'est-à-dire après que la victime soit vue ou comprise comme étant en danger.
En revanche, la décision de sauver une "victime statistique" est souvent prise ex ante, préventivement pour éviter que l'individu ne soit mis en danger ou ne se mette en danger; Quand des gens considèrent les risques qu'il y a à ne pas aider une victime, ils envisagent plus ou moins consciemment la probabilité d'être responsables et blâmés; Cette probabilité est beaucoup plus grande avec les victimes identifiables qu'avec les "victimes statistiques", car on ne peut pas prédire avec précision la probabilité qu'une tragédie se produise à l'avenir et ne peut donc être tenu responsable des tragédies qui pourraient se produire à l'avenir.
Cette explication est la plus proche de ce que Thomas Schelling a laissé entendre dans un article devenu célèbre.
Jenni et Loewenstein (1997) n'ont pas trouvé de preuves que l' évaluation ex post vs ex ante contribue à l'effet de victime identifiable, mais Small et Lowenstein (2003)  oui.

### Caractère "vivant"
Les victimes identifiables (humaines ou non-humaines), comme leur nom l'indique, ont des caractéristiques les rendant identifiables, y compris pour le grand public quand des détails sur leur situation difficile, leurs antécédents familiaux, leurs antécédents scolaires, etc., sont partagés dans les médias, réseaux sociaux et portés à l'attention du public.
Les histoires où les victimes sont décrites ou visuellement montrées (dessin, photo, vidéo) comme innocentes et impuissantes sont souvent plus émouvantes. Par exemple, Perrault et al. ont testé un message de victime humaine identifiable, en relation avec une victime animale identifiable (un écureuil dans ce cas) en utilisant le contexte des conséquences des déchets, et a trouvé que le message animal identifiable - une créature innocente et sans défense - suscitait des niveaux de détresse plus élevés et d'empathie que le message humain identifiable.
Depuis quelques décennies, des photos et des vidéos de victimes sont souvent partagées, et le public est parfois en mesure de suivre la situation de la victime en temps réel.
Des études ont montré que l'être humain réagit plus à des informations concrètes, visuelles et graphiques, qu'à des informations statistiques abstraites; Le caractère « vivant », « visiblement réel », des victimes identifiables crée avec la victime une relation, un sentiment de familiarité et de plus grande proximité sociale, voire d'empathie profonde (par opposition à la distance sociale). Les victimes identifiables suscitent donc plus de réactions de la part des personnes que les victimes statistiques.
Jenni et Loewenstein (1997) n'ont pas observé cet effet, mais Bohnet et Frey (1999), puis Kogut et Ritov (2005) ont constaté que l'aspect vivant (vividness) contribue à l'« effet de victime identifiable. » Kogut et Ritov (2005)  concluent de leurs travaux que les dons au profit d'un enfant dans le besoin augmentent quand le nom et une photo de l'enfant sont fournis.

### Effet de certitude, appétit pour le risque de pertes, et aversion aux pertes
L'effet de certitude et la recherche de risque de pertes se renforcent mutuellement. L'effet de certitude est la tendance des individus devant prendre une décision à surpondérer de manière disproportionnée des résultats considérés comme certains, par rapport à des résultats plus incertains (même quand ils sont hautement probables) . Spontanément, le cerveau humain considère les conséquences pour les victimes identifiables comme certaines, alors qu'il considère les conséquences pour des 'victimes statistiques' comme probabiliste.
La recherche a aussi montré que l'individu a une aversion spontanée pour le risque dans les choix qui impliquent des gains, mais qu'il recherchera le risque dans les choix qui impliquent des pertes , autrement dit : une perte certaine est perçue plus négativement qu'une perte incertaine, pour une même valeur attendue. Étroitement liée à cette tendance est une autre tendance : l'aversion pour les pertes. L'individu (ou le groupe) peut alors considérer que sauver une vie statistique est un gain, alors que sauver une victime identifiable est éviter une perte. Ensemble, ces effets font que les personnes sont plus susceptibles d'aider certaines victimes identifiables qu'aider des « victimes statistiques » et « incertaines. »
Ainsi, l'une des  expérimentations faites par Jenni et Loewenstein , a montré que les individus étaient significativement plus préoccupés par les décès certains, que par les décès incertains.

### Réponse modulée par la taille relative du groupe de référence
Paradoxalement, un risque s'appliquant à une personne ou un petit groupe connu et/ou visible sera perçu comme bien plus important que le même risque dispersé sur une population plus large.
Les victimes identifiables constituent entre elles leur propre groupe de référence ; si elles ne reçoivent pas d'aide, l'ensemble du groupe de référence est considéré comme condamné. Pour illustrer ceci, considérons une explosion sur une plate-forme pétrolière offshore où travaillent 50 personnes. Supposons que les 50 personnes meurent dans l'explosion, cela représente 50 des dizaines de milliers de personnes travaillant sur les plates-formes pétrolières offshore. Ici, le groupe de référence n'est pas les milliers de personnes travaillant sur les plates-formes pétrolières offshore, mais plutôt les 50 personnes travaillant sur cette plate-forme pétrolière en particulier. Par conséquent, cela est perçu comme 50 personnes sur 50 qui mourront certainement. Donc en les aidant, une part importante du groupe de référence pourra être sauvée.
Les sujets expérimentaux de Jenni et Loewenstein  ont montré un soutien significativement plus important pour les actions de réduction des risques quand une proportion plus élevée du groupe de référence était à risque. Cet effet était si frappant que Jenni et Loewenstein ont suggéré que l'effet de victime identifiable pourrait plutôt être appelé le « pourcentage de l'effet sauvegardé du groupe de référence ».

## Implications et exemples

### Aider
Une implication de l'effet victime identifiable est que les victimes identifiables sont beaucoup plus susceptibles d'être aidées que les victimes statistiques;
Un cas  souvent cité dans la littérature est l'aide apportée à Jessica McClure et à sa famille. Le 14 octobre 1987, Jessica McClure, âgée de 18 mois, est tombée dans un puits étroit de la garderie de sa tante à Midland, au Texas ; en quelques heures, « Baby Jessica », comme elle est devenue connue, a fait la une des journaux aux États-Unis. Le public a réagi avec sympathie et empathie à son épreuve. Alors que des équipes de secouristes, d'ambulanciers paramédicaux et de bénévoles ont réussi à sauver « Baby Jessica » en 58 heures, un total de 700 000 $ a été amassé au cours de cette période. Même après sa sortie de l'hôpital, la famille McClure a été inondée de cartes et de cadeaux de membres du public ainsi que d'une visite du vice-président de l'époque, George H. W. Bush, et d'un appel téléphonique du président de l'époque, Ronald Reagan.
L'effet de victime identifiable engendre également de la sympathie et de l'empathie pour ceux qui ne peuvent pas ou ne peuvent plus être aidés.
En septembre 2015, le réfugié syrien de trois ans Alan (ou Aylan) Kurdi s'est noyé alors que lui et sa famille tentaient de rejoindre l'Europe par bateau. Une photographie du corps de Kurdi a provoqué une recrudescence dramatique de l'inquiétude internationale face à la crise des réfugiés. Corrélativement, les dons aux organismes de bienfaisance aidant les migrants et les réfugiés ont momentanément augmenté (ex. :  multiplication par 15 des dons dans les 24 heures suivant la publication de la photo, pour l'ONG maltaise Migrant Offshore Aid Station ,.
Le meurtre de George Floyd par un policier en mai 2020 a été filmé en direct. Il a déclenché des manifestations mondiales contre la brutalité policière,. Aux États-Unis, près de 1 000 personnes sont tuées par la police chaque année  et un homme noir a 2,5 fois plus de chances d'être tué par la police qu'un homme blanc , mais ces statistiques n'inspirent pas d'indignation similaire.
Même une faible identifiabilité module nos comportements. En 2003, Deborah Small et George Loewenstein ont publié une expérience où l'identifiabilité était strictement limitée à la détermination de l'identité de la victime. Les auteurs se demandaient si les gens peuvent réagir à l'information sur la victime plutôt qu'à son identification en tant que telle. La 'victime' était dans leurs expériences désignée, et elle avait un statut de victime ou de future victime, mais sans informations permettant sa personnalisation. Selon leurs résultats, une très faible identifiabilité  suffit à augmenter  la compassion et le don. Ainsi en laboratoire, des sujets dédommagent plus facilement d'autres sujets qui perdent de l'argent si ces perdants ont déjà été déterminés comme étant sur le point de l'être. Dans une autre étude (de terrain), les gens ont contribué davantage à un organisme de bienfaisance quand leurs contributions profiteraient à une famille qui avait déjà été sélectionnée sur une liste que lorsqu'on leur avait dit que la famille serait sélectionnée à partir de la même liste (dans ce dernier cas, la famille apparaît comme une entité statistique plus abstraite).

### Punition, châtiment
Il semble aussi exister un « effet victime identifiable » dans le domaine de la sanction, parfois suggéré comme étant un cas spécifique de l'effet général de la victime identifiable  :  les gens préfèrent punir des transgresseurs identifiés, plutôt que les transgresseurs non identifiés (quand ils ont le choix entre ces deux possibilités), et ils infligeront alors des punitions plus sévères à ces transgresseurs identifiés, ce qui peut être source de biais et d'injustices judiciaires.
Les individus attribuent également plus facilement un blâme à un transgresseur identifié s'ils estiment avoir été eux-mêmes lésés. Le désir de punitions sévères  persiste même lorsque l'abnégation est requise pour punir le transgresseur. Cet effet peut éventuellement s'expliquer par une colère accrue ressentie envers un transgresseur identifié plutôt que non identifié. Ceci soutient la théorie du « Caractère "vivant" » en tant que source de l'effet de victime identifiable (Small & Loewenstein, 2005).

### Politique publique

#### Soins de santé
L'effet victime identifiable peut expliquer certains biais dans les soins de santé, tant au niveau individuel que national (Redelmeir & Tversky, 1990). Au niveau individuel, les médecins sont plus susceptibles de recommander des traitements coûteux, mais potentiellement salvateurs, à un patient individuel plutôt qu'à un groupe de patients.
Les professionnels de santé ne sont pas les seuls concernés : les profanes manifestent ce même biais en faveur de traitements plus coûteux pour les patients individuels (Redelmeir et Tversky, 1990).
Au niveau national, le peuple américain (à titre d'exemple) est ainsi bien plus susceptible de contribuer à un traitement coûteux pour sauver la vie d'une seule personne plutôt que de dépenser en mesures préventives des sommes bien moindres qui pourraient par contre sauver la vie de milliers ou millions de personnes par an. C'est l'un des aspects de l'individualisme américain, ce biais national vers des traitements coûteux est encore répandu aujourd'hui (Toufexis & Bjerklie, 1993).

##### Loi sur les soins de Ryan White
La nécessité de s'attaquer aux problèmes rencontrés par les personnes atteintes du SIDA a été portée au premier plan politique en raison de la situation juridique et sociale d'une victime du SIDA en particulier, Ryan White. Sa situation et sa campagne pour un financement accru de la recherche sur le sida ont été largement médiatisées dans les médias, ce qui a abouti à l'adoption d'une loi visant à fournir un soutien financier aux personnes atteintes du sida et à leurs familles en 1990, peu de temps après la mort de White.

#### Justice criminelle
L'effet de victime identifiable pouvant influencer la punition, il peut potentiellement biaiser, voire saper le système de procès par jury (Small et Loewenstein, 2005). Les jurés délibèrent à propos d'un auteur identifiable, sur lequel ils peuvent donc projeter des émotions négatives (dégoût et/ou colère par exemple) susceptibles d'induire un blâme accru et la prononciation d'une peine sévère que si elle avait été prononcée avec plus de neutralité. Ceci  peut aboutir à un verdict et une condamnation plus sévère que ce que les textes juridiques recommandent ou autorisent. Inversement, les jurés peuvent ressentir de la sympathie et de l'empathie pour un agresseur, à un niveau que les lois ne reconnaissent pas, ce qui conduit alors à un verdict plus doux que ce qui est légalement approprié ou autorisé (Small & Loewenstein, 2005).
Quand celui qui décide d'une culpabilité ne peut pas voir le délinquant individuel, il est moins émotionnellement impliqué et, peut in fine préconiser une peine plus clémente.
Dans les enquêtes criminelles, les enquêteurs dissimulent généralement toute information concernant l'identité des suspects jusqu'à ce qu'elles aient des preuves solides que ces suspects sont crédibles. Quand l'identité des suspects est plus ou moins révélée par des fuites, des témoignages, la description de ses caractéristiques ou la diffusion d'images reprises par une couverture médiatique, le débat public sur le sujet peut se complexifier et colporter ou exacerber certains biais cognitifs. Le discours public peut devenir négatif et hostile ou haineux, ou au contraire soutenir l'accusé selon que ce dernier apparaît antipathique ou sympathique. Ceci est dû au fait que nos réactions sont spontanément plus émotionnelles envers un accusé concret et identifiable que vis-à-vis d'un accusé abstrait et non identifiable.

##### Brady Bill
En 1981, James Brady, alors attaché de presse de la Maison-Blanche, était l'une des trois victimes des dommages collatéraux liés à la tentative d'assassinat du président Ronald Reagan. Brady a été explicitement nommé dans les rapports sur la fusillade, contrairement aux deux autres blessés (un officier de police du district de Columbia et un agent des services secrets). La réaction politique s'est largement concentrée sur les blessures de Brady, ce qui a conduit à la promulgation de la Brady Handgun Violence Prevention Act de 1993. Il stipule qu'il est obligatoire pour les marchands d'armes à feu d'effectuer des recherches d'antécédents sur les acheteurs d'armes à feu.

### Dans l'éthique des affaires
La mondialisation et le commerce en ligne diminuent et souvent suppriment les contacts de visu, ce qui diminue l'identifiabilité des victimes potentielles par les dirigeants, cadres et employés des entreprises productrices, des banques, etc. Selon une étude de Yam et Reynolds (2016), dans ce contexte de l'absence croissante de l'effet de victime identifiable contribue à accroître les comportements commerciaux contraires à l'éthique dans le monde des affaires. La recherche suggère que les chefs d'entreprise, ainsi que les travailleurs, sont plus susceptibles d'adopter un comportement contraire à l'éthique lorsque les victimes de leur comportement sont anonymes. Au niveau de l'exécutif, un autre résultat possible est la marchandisation et l'exploitation des travailleurs qui ne sont plus connus de la direction et encore moins des actionnaires. De même Yam & Reynolds, en 2016 ont trouvé que les employés d'une entreprise seront probablement plus susceptibles de voler l'entreprise ou de mentir sur un rapport s'ils ne pensent pas que ce comportement affectera négativement un collègue reconnaissable. Une diminution du nombre de collègues reconnaissables pourrait ainsi potentiellement conduire à une augmentation des comportements contraires à l'éthique des travailleurs.
Gino, Shu et Bazerman ont suggéré en 2010 que les observateurs extérieurs, et pas seulement les délinquants, considèrent les comportements contraires à l'éthique comme moins contraires à l'éthique si la victime du comportement contraire à l'éthique n'est pas identifiée (Gino, Shu et Bazerman, 2010). Ceci pourrait  réduire le tollé général contre les pratiques illégales ou contraires à l'éthique dans un environnement commercial mondialisé, où les victimes sont souvent lointaines et invisibles.

## Facteurs modérateurs

### Anxiété de l'attachement
Des niveaux élevés d'anxiété d'attachement peuvent augmenter la force de l'effet de victime identifiable. Kogut et Kogut montrent en 2013 que les personnes anxieuses, par rapport à la moyenne, tendent à donner plus aux victimes identifiées et moins aux victimes non identifiées. Cette anxiété peut aussi réduire les tendances altruistes, couramment quantifiées par les dons de charité. Une hypothèse que les individus anxieux consacrent leur temps et leur énergie à gérer leurs propres vulnérabilités, ne leur laissant plus d'énergie mentale pour se concentrer sur le bien-être d'autrui. Mais ceci ne vaudrait que vis-à-vis de personnes non identifiées. Face à une personne ou victime proche ou identifiée à laquelle l'anxieux se connecte émotionnellement, ce dernier tend au contraire à donner plus d'argent que l'individu moyen. Ceci tend à confirmer des  recherches antérieures concluant que les anxieux éprouvent beaucoup plus de détresse personnelle que la moyenne quand ils sont confrontés à des victimes dans le besoin (Mikulincer et al., 2001).
Selon Kogut, T. & Kogut E. (2013 voir p. 652), bien que les anxieux puissent participer à des comportements prosociaux, tels que faire du bénévolat ou donner de l'argent à une association ou à un organisme de bienfaisance, ces actions ne résulteraient pas de tendances réellement altruistes ; ces actions sont orientées et plutôt « positivement corrélées avec des motivations égoïstes ». Des chercheurs estiment que ces anxieux sont plus susceptibles d'aider les victimes identifiées uniquement car ils en tireront un bénéfice psychologique personnel. C'est peut-être parce que la victime identifiée peut satisfaire le désir d'attachement personnel, et non parce que la victime est dans le besoin. En général, leur utilité accrue ne s'étend qu'à des actions faciles et sans effort, telles que le don d'argent et non à des actions difficiles ou exigeantes, telles que du soin aux personnes ou le don de temps (Kogut & Kogut, 2013).

### Culpabilité
La recherche suggère aussi que la culpabilité réduit l'intensité de l'effet de victime identifiable (Yam et Reynolds, 2016). Avant de s'engager, l'individu évalue (consciemment ou non) les résultats émotionnels possibles de son engagement. Chacun est attiré vers des comportements qui le rendraient heureux, et repoussé par ceux qui le dérangeraient. Une personne à haut niveau de culpabilité serait plus attirée vers des actes altruistes susceptibles d'atténuer les émotions induites par cette culpabilité. Cette culpabilité pourrait en fait augmenter l'occurrence de comportements altruistes (ex. : dons de bienfaisance), que les victimes aidées soient ou non identifiées.
Des études laissent penser que la culpabilité anticipée réduit l'occurrence de comportements non-éthiques pouvant négativement affecter une victime identifiée (Yam et Reynolds, 2016).
Ceci semble dû au fait qu'affecter sciemment et négativement une victime reconnaissable amène l'individu qui adopte un comportement contraire à l'éthique à ressentir de la détresse et des émotions négatives.

### Style de raisonnement
La recherche suggère que les différences individuelles dans le style de raisonnement modèrent l'effet de victime identifiable (Friedrich et McGuire, 2010). Deux grandes méthodes différentes de raisonnement sont l'« expérientiel » et le « rationnel ». La pensée expérientielle (par exemple basée sur les émotions) est automatique, contextuelle et fluide, alors que la pensée rationnelle (par exemple, la pensée logique) est délibérative, analytique et décontextualisée.
Les styles de pensée expérientiels peuvent augmenter la puissance de l'effet victime identifiable, et inversement les styles de pensée rationnels peuvent diminuer la puissance de l'effet victime identifiable.
Des chercheurs pensent que ces différences résultent du fait que les penseurs expérientiels s'appuient sur des réponses émotionnelles pour prendre une décision face à un problème ; alors que les penseurs rationnels analysent la situation dans son ensemble avant de prendre une décision. Une personne vraiment rationnelle répondrait à toutes les victimes de la même manière, qu'elles soient connues de lui ou non-identifiées, alors que le penseur expérientiel seraient attirés vers la victime identifiée la plus chargée émotionnellement à ses yeux (Friedrich & McGuire, 2010).
Cependant, les recherches menées pendant la pandémie de COVID-19 ont révélé que les effets identifiables des victimes sur les comportements favorisant la santé publique n'étaient pas seulement non détectés, mais également non médiés par des tests comportementaux de style de raisonnement.

## Critiques
L'effet victime identifiable a été contesté par certains chercheurs qui soutiennent que, quand une victime est identifiée, des informations telles que l'âge et le sexe de la victime sont révélées et les gens sont particulièrement sympathiques en réponse à ces informations plutôt qu'à l'identifiabilité en soi.

### Identification
Dans certaines situations, l'identification de la victime peut réduire ses chances d'obtenir de l'aide. Des recherches suggèrent que si une personne est considérée comme responsable de son sort, les gens sont alors moins susceptibles de lui offrir de l'aide que si la victime n'a pas été identifiée du tout (Kogut, 2011). Le sujet du blâme est peu abordé par les chercheurs qui testent souvent des sujets face à des individus explicitement irréprochables, comme les enfants souffrant d'une maladie (Kogut & Ritov, 2005). Dans le monde réel, les victimes sont parfois considérées comme responsables de leur situation de victime. Ainsi, dans une étude de 2011 de Kogut, les individus étaient moins susceptibles d'offrir de l'aide à une victime du SIDA si la victime avait contracté le SIDA par contact sexuel que si l'individu était né avec le SIDA. Les individus semblent moins susceptibles d'aider quelqu'un considéré comme au moins partiellement responsables de son sort.
Une méta-étude menée en 2016 appuie ces conclusions, indiquant que les dons de bienfaisance augmentent quand la victime montre peu de responsabilité vis-à-vis de sa situation difficile (Lee et Feeley, 2016).
Quand blâmer la victime est possible, l'identification des individus peut ne pas induire de sympathie voire créer ou accentuer une perception négative envers la victime (Kogut, 2011). La réduction de l'aide est encore plus prononcée si l'individu croit à l'hypothèse du monde juste (qui caractérise la tendance à blâmer les victimes pour ce qui leur arrive). Ce modèle de blâme résulte d'un désir de croire que le monde est prévisible et ordonné, et que ceux qui souffrent doivent sans doute avoir fait quelque chose pour mériter leur sort et leur souffrance.

### Applicabilité individuelle
La recherche s'est aussi demandé si l'effet de victime identifiable n'affecte que les individus identifiés, ou s'il existe aussi pour des « groupes identifiés. »
En 2005 Kogut et Ritov  ont demandé à des participants combien ils seraient prêts à donner à un enfant gravement malade, ou à un groupe de huit enfants gravement malades. Bien que l'identification de l'enfant individuel ait augmenté les dons, l'identification du groupe d'enfants dans son ensemble n'a pas augmenté ces dons. L'individu et le groupe suscitaient ici des niveaux similaires d'empathie, mais les victimes individuelles évoquaient plus de détresse émotionnelle que les groupes de victimes. Les chercheurs ont posé l'hypothèse que la détresse émotionnelle, plus que l'empathie, semble être positivement corrélée au désir d'aider ou à la « volonté de contribuer ».
Cela soutient l'idée que les actes altruistes peuvent servir de mécanismes d'adaptation pour atténuer les émotions négatives, telles que la culpabilité (Yam et Reynolds, 2016). Cela confirme également des recherches antérieures qui suggèrent que la détresse et la sympathie sont les facteurs émotionnels à l'origine de l'effet de victime identifiable (Erlandsson, Björklund et Bäckström, 2015).

### Réplicabilité
Une méta-analyse de plus de 40 expériences a révélé un effet de victime identifiable méta-analytique de « r = 0,05 ~= d = 0,10 », qui est soit un effet « nul » ou « petit », selon l'effet la convention d'étiquetage de la taille adoptée par les chercheurs[pas clair],. Les recherches faites lors de la pandémie de COVID-19 ont confirmé que l'effet « victimes identifiables » dans les messages de santé publique n'avait aucun effet significatif ou un effet de victime identifiable inverse sur les comportements favorables à la santé tels que le lavage des mains, le port du masque et le fait de rester à la maison. Bien que ces données ne puissent exclure de manière concluante la possibilité d'effets identifiables sur les victimes, elles jettent le doute sur leur fiabilité et leur ampleur, au moins dans le contexte d'une pandémie où tous et chacun sont potentiellement de futures victimes.